# Барракута – Лонгфорд
Барракута – Лонгфорд – газопровід на південному сході Австралії, споруджений в межах розробки  офшорних родовищ басейну Гіпсленд (Бассова протока). 
В 1969 році почалась розробка газового родовища Барракута, на якому в районі з глибиною моря 46 метрів встановили платформу Барракута А. Від платформи до берегового газопереробного заводу Лонгфорд проклали трубопровід діаметром 450 мм, що мав дві ділянки – офшорну довжиною 24,5 кілометра та наземну завдовжки так само 24,5 кілометра. Спорудження офшорної ділянки виконало судно «Ingram Derric Barge 7», а для укладання вже прокладеної труби в траншею використали «Ingram Jet Barge 5». 
Також можливо відзначити, що між Барракутою та Лонгфордом спорудили трубопровід меншого діаметру – 150 мм – для видачі нафти (ці роботи провела нещодавно загдана «Ingram Jet Barge 5»).
В 2021-му почалась розробка газового родовища Вест-Барракута, яке під’єднали до трубопроводу Барракута – Лонгфорд за допомогою перемички довжиною 5 кілометрів та діаметром 300 мм.